# Аспио (Анкона)
Аспио је насеље у Италији у округу Анкона, региону Марке.
Према процени из 2011. у насељу је живело 520 становника. Насеље се налази на надморској висини од 39 м.